# جوناثان ويلسون (صحفي)
جوناثان ويلسون (بالإنجليزية: Jonathan Wilson)‏ (مواليد 9 يوليو 1976) صحفي رياضي بريطاني، يكتب في عدد من المواقع والجرائد الشهيرة، في ذي إندبندنت وديلي تلغراف وسبورتس اليستريتد ومجلة "Four Four Two" وكتب كذلك لموقع "Bleacher Report"، وكان مراسلا لشؤون كرة القدم لدى جريدة «فاينانشال تايمز» العريقة حتى عام 2006، والآن هو أحد أهم كُتّاب القسم الرياضيّ في صحيفة الغارديان ولديه عمود في «مجلة وورد سوكر»، وهو كذلك رئيس تحرير مجلة "The Blizzard" الربع سنوية والمتخصصة في كرة القدم وهو مؤسسها.
من أهم كتبه كتابه «الهرم المقلوب، تاريخ تكتيكات كرة القدم»، الصادر سنة 2008، ويسرد تاريخ تطور تكتيكات كرة القدم منذ نهاية القرن التاسع عشر وحتى بداية الألفية. والكتاب مترجم للغة العربية، ووصل القائمة القصيرة لجائزة ويليام هيل أفضل كتاب رياضي في 2008، وفاز بجائزة أفضل كتاب كرة قدم بريطاني في 2009.